# Sinankylosaurus
Sinankylosaurus – рід анкілозаврів, що існував у пізньому крейдовому періоді. Описаний на основі правої клубової кістки, знайденої на території міста Чжучен, провінція Шаньдун, КНР. Через неповноту решток таксономічне положення всередині Ankylosauria неясне (incertae sedis).
Описано один вид – Sinankylosaurus zhuchengensis.